# Glycéraldéhyde-3-phosphate déshydrogénase NADP+-dépendante
La glycéraldéhyde-3-phosphate déshydrogénase NADP+-dépendante est une oxydoréductase qui catalyse la réaction :
1,3-bisphospho-D-glycérate + NADPH + H+  {\displaystyle \rightleftharpoons }  D-glycéraldéhyde-3-phosphate + phosphate + NADP+.
Cette enzyme intervient notamment dans le cycle de Calvin de la photosynthèse pour convertir le 1,3-bisphosphoglycérate (1,3-BPG) en glycéraldéhyde-3-phosphate.